# Луций Росций Отон
Луций Росций Отон (Lucius Roscius Otho) е политик на Римската република през втората половина на 1 век пр.н.е. Произлиза от фамилията Росции, клон Отон.
През 67 пр.н.е. той е народен трибун. С колегата си Луций Требелий е в опозиция на закона Lex Gabinia на Авъл Габиний, даващт главнокомандването на Помпей във войната против пиратите.